# Adolf Kraemer
Adolf Hermann Kraemer, dit Ado Kraemer est un œnologue, un joueur d'échecs et un compositeur de problèmes d'échecs allemand né le 23 mars 1898 à Büdingen et mort le 25 juin 1972 à Berlin. 

## Bigoraphie
Dans les années 1930 et 1940, Kraemer adhéra au parti nazi et fut SS-Hauptsturmführer. Après la Seconde Guerre mondiale, il fut interné et libéré en 1948. 
Dans les années 1950, Kraemer travailla comme responsable auprès des vignerons de Franconie.

## Compositeur de problèmes d'échecs
Kraemer est un des représentants de l'école stratégique ou logique (appelée aussi école néo-allemande) de composition de problèmes d'échecs, qui se concentre dans la création de « problèmes logiques » (ou stratégiques) comportant un plan ou une variante principale (Hauptvariante) développant une idée ainsi que des préparations (l'« avant-plan »).

## Carrière de joueur
En 1924, Adolf Kraemer remporta le onzième tournoi de la fédération de Silésie à Salzbrunn, ex æquo avec Bergmann. En 1925, il termina premier ex æquo du troisième tournoi de la fédération de Westphalie. En 1928, il finit dernier du sixième congrès de la fédération de Westphalie à Dortmund mais réussit à battre Efim Bogoljubov (victoire de Friedrich Sämisch devant Richard Réti et Paul Johner). En 1930, il finit deuxième ex æquo du huitième championnat de la fédération silésienne (il perdit le match de départage pour la deuxième place contre Hans Herrmann).

## Publications
- (de) In Banne des Schachproblems, 1951Écrit avec Erich Zepler.
- (de) Problemkunst im 20 Jahrhundert, 1957Écrit avec Erich Zepler.